# .455 Webley

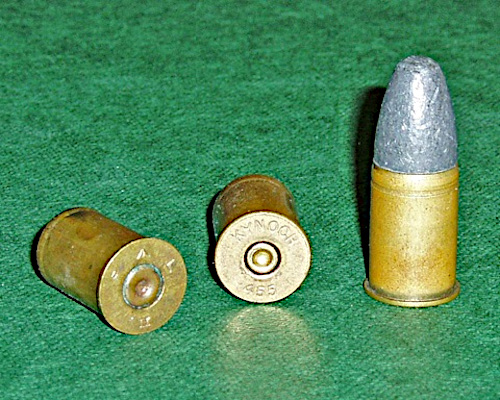
.455 chargées avec des balles en plomb pur.

La Munition de .455 Webley fut conçue pour les revolvers Webley Mk I-VI calibre .455. Elle fut chargée à poudre noire puis à la cordite. Elle est moins puissante que le .45 Colt. Elle possède un étui à bourrelet. Son appellation numérique est 11,6 × 19 mm R.

## Données numériques
- Diamètre réel du projectile : 11,55 mm
- Longueur de l'étui : 19,05 mm
- Longueur de la cartouche : 31,2 mm
- Masse 
  - de la balle : 14,1 g à 17,2 g
  - de la charge de poudre : 0,36  à   0,49 g

## Appellations
- Chargé  à la poudre noire  le .455 Webley  est connu  comme .455 Webley Mk I, .455 Revolver, .455 Colt, .455 Colt Mk I (appellation Colt pour ses revolvers),
- Chargé à la cordite, il devient .455 Webley Mk II, .455 Revolver Mk II, .455 Colt Mk II ou  .455 Eley.

## Balistique
- Vitesse initiale : 198 m/s
- Énergie initiale : 310 J.

## .455 Webley pour pistolets automatiques

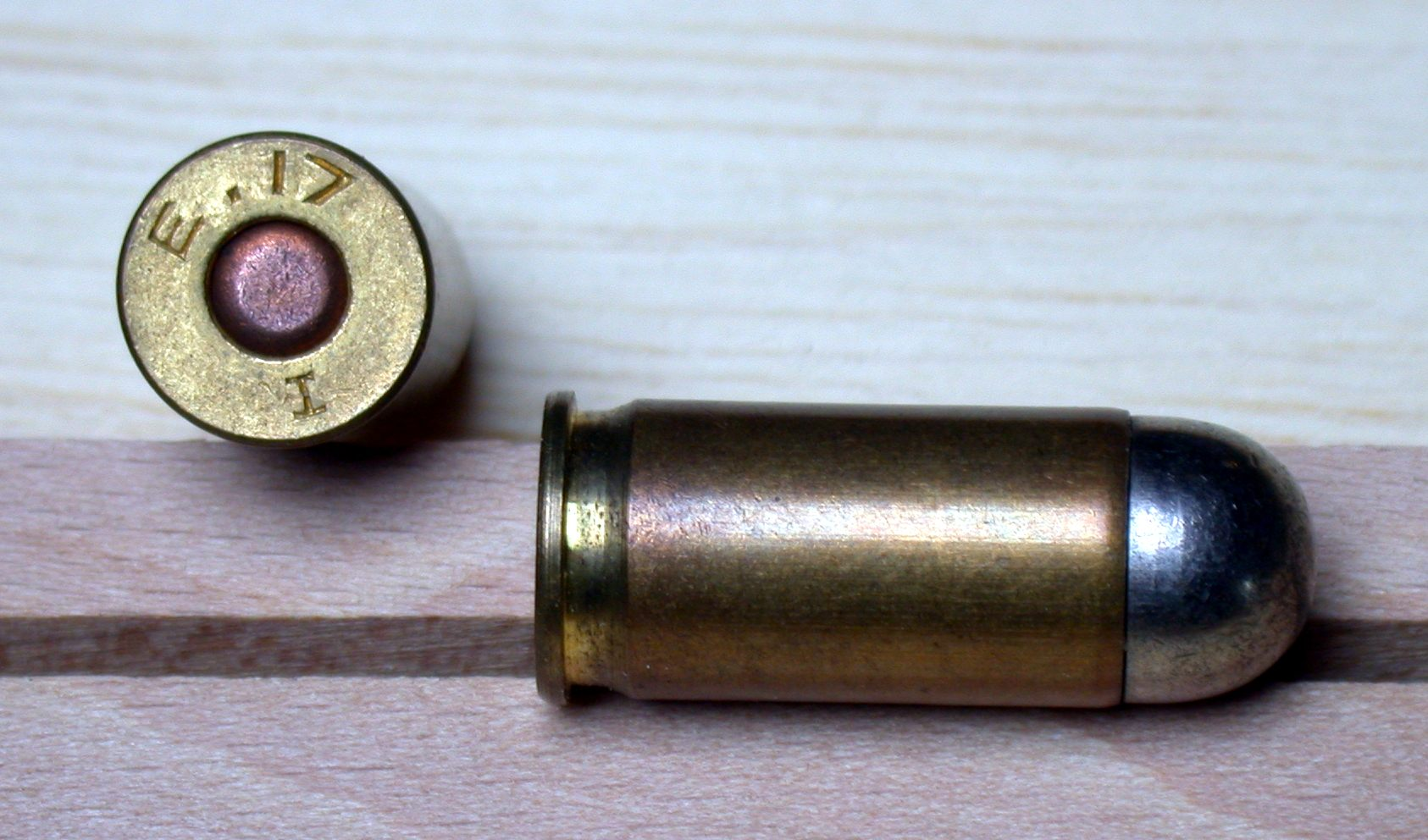
Cartouche .455 Webley Auto Mk I

Une autre cartouche, la Webley .455 Auto Mk I fut conçue en 1911 pour le "Webley&Scott pistol self-loading .455” et pour les Colt M1911, livrés au gouvernement anglais lors de la première guerre mondiale.